# Schefflera capitulispicata
Schefflera capitulispicata är en araliaväxtart som beskrevs av José Cuatrecasas. Schefflera capitulispicata ingår i släktet Schefflera och familjen araliaväxter. Inga underarter finns listade.